# اورشتدت
اورشتدت (به آلمانی: Auerstedt) یک منطقهٔ مسکونی در آلمان است که در باد زولزا واقع شده‌است. اورشتدت  ۴۵۷ نفر جمعیت دارد.